# Daniela Nacházelová
Daniela Nacházelová (ur. 2 czerwca 1982 w Czeskiej Lipie) – czeska wioślarka.

## Osiągnięcia
- Mistrzostwa Świata Juniorów – Zagrzeb 2000 – jedynka wagi lekkiej – 9. miejsce[1].
- Mistrzostwa Świata – Sewilla 2002 – jedynka wagi lekkiej – 5. miejsce[1].
- Mistrzostwa Świata – Mediolan 2003 – jedynka wagi lekkiej – 5. miejsce[1].
- Mistrzostwa Świata – Banyoles 2004 – jedynka wagi lekkiej – 10. miejsce[1].
- Mistrzostwa Europy – Brześć 2009 – dwójka podwójna wagi lekkiej – 9. miejsce[1].